# Laila Jokimo
Laila Jokimo (5 de marzo de 1921 – 31 de mayo de 1988) fue una actriz y bailarina de ballet finlandesa.

## Biografía

### Carrera como bailarina
Su nombre completo era Laila Tellervo Jokimo, y nació en Pihlajavesi, en la actualidad parte de Keuruu, Finlandia. Cursó estudios primarios en Virrat entre 1930 y 1932, y secundarios en Tampere.
Jokimo empezó a bailar a los 14 años de edad. En Tampere participó en una representación de Carmen acompañada por Ida Tähtinen. Se formó como bailarina en la escuela de ballet de Liisi Hallas en Tampere entre 1934 y 1937, actuando en el Teatro de Tampere en la obra de Seere Salminen Lennokki, así como en otras piezas dirigidas por Hallas. Posteriormente se formó bajo la dirección de Alexander Saxelin y de Julian Algo en Estocolmo. 
Fue una bailarina solista de la Ópera Nacional de Finlandia entre 1942 y 1947. Entre las piezas más relevantes que representó en dicha institución figuran los ballets Onnen linna, Näkyjä, El lago de los cisnes, Musta joutsen y Soirée De Bal.
Jokimo formó parte de un destacado grupo de diez artistas de la Ópera Nacional que hizo una larga gira por Dinamarca y Noruega. En esos años destacó su participación en la pieza Erämaan laulu en 1946. 

### Actriz
A los 14 años de edad Jokimo hizo una prueba para optar a trabajar como actriz cinematográfica. Asistió a la escuela de la productora Suomen Filmiteollisuus en 1940–1943. Tras su graduación, Jokimo estudió también canto y dicción a fin de prepararse como actriz.
Inició su carrera en el cine como bailarina en la película de 1939 Aktivistit. Se hizo conocida del público gracias a la cinta Kulkurin valssi (1941), en la cual encarnaba a la acróbata Cleo. En las películas en las que actuó mientras era estudiante, actuó principalmente con papeles de bailarina. En 1944 Jokimo hizo sus primeros papeles hablados con las películas Sylvi y Miesmalli.
Su mayor éxito en la segunda mitad de los años 1940 fue la película de 1946 Houkutuslintu, en la cual Jokimo fue protagonista. La película fue un éxito de público en Francia en 1951 y 1952, y la actriz fue elogiada por su trabajo. 
Jokimo encarnó a una bailarina en la película de 1949 dirigida por Ingmar Bergman Törst. Su último papel fue el de la condesa Marina en Hallin Janne (1950). La actriz decidió abandonar su carrera en el cine siguiendo los deseos de su marido.

### Vida privada
Jokimo se casó en el año 1950 con Lars Håkan Moliis. Tuvieron cuatro hijos. Tras la muerte de su hijo mayor en 1961 cayó enferma y se trasladó a vivir con su familia a Estocolmo, Suecia, en 1969, ciudad en la cual vivió hasta el momento de su muerte, ocurrida en 1988, a los 67 años de edad. 

## Filmografía
- 1939 : Aktivistit
- 1940 : SF-paraati
- 1940 : Yövartija vain...
- 1940 : Poikani pääkonsuli
- 1940 : Kersantilleko Emma nauroi?
- 1941 : Kulkurin valssi
- 1941 : Jos oisi valtaa...
- 1941 : Poretta eli Keisarin uudet pisteet
- 1941 : Täysosuma
- 1941 : Onnellinen ministeri
- 1943 : Katariina ja Munkkiniemen kreivi
- 1943 : Tyttö astuu elämään
- 1943 : Nuoria ihmisiä
- 1944 : Sylvi
- 1944 : Miesmalli
- 1946 : Houkutuslintu
- 1949 : Törst
- 1950 : Hallin Janne